# Carl Stenborg
Carl Stenborg (ur. 25 września 1752 w Sztokholmie, zm. 1 sierpnia 1813 tamże) – szwedzki śpiewak (tenor), impresario i kompozytor.

## Życiorys
Był synem aktora i dyrektora teatralnego Pettera Stenborga. Zaczął występować jako śpiewak w wieku 14 lat, kształcił się u dworskiego kapelmistrza Ferdinanda Zellbela. W 1773 roku kreował główną rolę w Thetis och Pélée Francesco Uttiniego, pierwszej operze w języku szwedzkim, wystawionej z okazji powołania Opery Królewskiej w Sztokholmie. W 1780 roku przejął po ojcu dyrekcję Eriksbergsteatern, który prowadził do 1799 roku. W 1783 roku został przyjęty na członka Królewskiej Akademii Muzycznej. W 1806 roku zakończył karierę sceniczną.
Swoją działalnością przyczynił się do popularyzacji w Szwecji komedii muzycznej, opracowywał w adaptacji na język szwedzki niemieckie singspiele i francuskie opery komiczne. Skomponował m.in. singspiel Gustaf Ericsson i Dalarna (wyst. 1784) oraz muzykę do sztuk Caspar och Dorothea (wyst. 1775) i Konung Gustaft Adolfs jagt (wyst. 1777).